# 尾突拟态蛛
尾突拟态蛛（学名：Mimetus caudatus）为拟态蛛科拟态蛛属的动物。在中国大陆，分布于广西等地。该物种的模式产地在广西。